# Armenian International Airways
Armenian International Airways (armenisch Հայկական Միջազգային Ավիաուղիներ, Hajkakan Midschasgajin Aviaughiner) war eine in Jerewan ansässige Fluglinie. Sie bot internationale Flüge von und nach Armenien an.

## Geschichte
Das Unternehmen wurde am 12. Juni 2002 gegründet. Sie unterhielt vor allem Flüge nach Westeuropa an, nachdem die Gesellschaft Routen vom ehemaligen staatlichen Monopolisten Armenian Airlines übernommen hatte. Die wichtigste Basis war der internationale Flughafen von Jerewan. Am 1. Januar 2005 wurde das Unternehmen zu Gunsten von Armavia, welche die Routen übernahm, liquidiert. Dadurch wurde Armavia zum größten Luftfahrtunternehmen Armeniens.

## Zwischenfälle
- Am 5. Mai 2006 brannte unter anderem eine Airbus A320 in einem Hangar am Flughafen Brüssel-Zaventem aus. Vom Brand betroffen waren auch eine Lockheed C-130 der Belgische Luftstreitkräfte und drei Airbus A320 der Hellas Jet, Armavia und Volare Airlines.[1]